# Elecciones federales de Australia de 1984
El sábado 1 de diciembre de 1984 se celebraron elecciones federales en Australia, en las que se renovaron la Cámara de Representantes y parte del Senado.

## Resultados

### Cámara de Representantes
|  | Partido                       | Votos     | %     | +/-   | Escaños | +/- |
|  | Partido Laborista Australiano | 4.120.130 | 47.55 | −1.93 | 82      | +7  |
|  | Partido Liberal de Australia  | 2.951.556 | 34.06 | −0.06 | 45      | +12 |
|  | Partido Nacional de Australia | 921.151   | 10.63 | +1.42 | 21      | +4  |
|  | Demócratas Australianos       | 472.204   | 5.45  | +0.41 | 0       | 0   |
|  | Country Liberal Party         | 27.335    | 0.32  | +0.08 | 0       | 0   |
|  | Otros                         | 172.576   | 1.99  | +0.07 | 0       | 0   |
|  | Total                         | 8.664.952 |       |       | 148     | +23 |
|  | Partido Laborista Australiano |           | 51.77 | −1.46 | 82      | +7  |
|  | Coalición Liberal- Nacional   |           | 48.23 | +1.46 | 66      | +16 |

### Senado
|  | Partido                        | Votos     | %     | +/-    | Escaños ganados | Escaños totales |
|  | Partido Laborista Australiano  | 3.750.789 | 42.17 | −3.32  | 20              | 34              |
|  | Partido Liberal de Australia   | 1.831.006 | 20.59 | +8.58  | 14              | 27              |
|  | Liberal/Nacional (Lista Única) | 1.130.601 | 12.71 | −11.49 | 3               |                 |
|  | Demócratas Australianos        | 677.970   | 7.62  | −2.32  | 5               | 7               |
|  | Nuclear Disarmament Party      | 643.061   | 7.23  | *      | 1               | 1               |
|  | Partido Nacional de Australia  | 527.278   | 5.93  | +0.87  | 2               | 5               |
|  | Call to Australia Party        | 162.272   | 1.82  | −0.04  | 0               | 0               |
|  | Country Liberal Party          | 27.972    | 0.31  | +0.04  | 1               | 1               |
|  | Brian Harradine                | 22.992    | 0.26  | −0.32  | 0               | 1               |
|  | Otros                          | 120.159   | 1.35  | −1.37  | 0               | 0               |
|  | Total                          | 8.894.100 |       |        | 46              | 76              |

- Datos: Q3586903